# Nouvelle Tradition Kadampa
La Nouvelle Tradition Kadampa (NTK) est une tradition bouddhiste répandue partout dans le monde fondée par Guéshé Kelsang Gyatso en 1991 en Angleterre. En 2003, les mots « Union Internationale du Bouddhisme Kadampa » (UIBK) y furent ajoutés, faisant du nom officiel entier Nouvelle Tradition Kadampa-Union Internationale du Bouddhisme Kadampa (NTK-UIBK). La NTK-UIBK est une organisation internationale à but non lucratif enregistrée en Angleterre en tant qu'œuvre de bienfaisance.
La Nouvelle Tradition Kadampa - l’Union Internationale du Bouddhisme Kadampa (NKT-IKBU) est une
association internationale de centres bouddhistes mahāyānas, dédiés à l’étude et à la méditation, qui font partie de la tradition bouddhiste kadampa.[réf. nécessaire] Tous ces centres suivent les trois programmes d’étude de la Nouvelle Tradition Kadampa et respectent les mêmes règles de discipline morale, appelées Le Règlement intérieur de la NKT-IKBU. La NKT est une tradition bouddhiste, établie sur le plan légal, qui est totalement indépendante, et la NKT-IKBU n’a aucune affiliation politique.
La NTK-UIBK se présente comme appartenant à la tradition du bouddhisme kadampa . Peter Bernard Clarke, professeur de théologie à Oxford, a caractérisé la NTK comme « Nouveau Mouvement Religieux (NMR) controversé du bouddhisme tibétain » à cause de sa séparation du bouddhisme tibétain d'aujourd'hui.

## Introduction
Selon ses pratiquants, le bouddhisme kadampa est une école du bouddhisme mahāyāna fondée par le grand maître bouddhiste indien, Atisha (982-1054). « Ka » désigne les enseignements de Gautama Bouddha et « dam » désigne les instructions spéciales du Lamrim d'Atisha, appelées « Les Étapes de la voie de l'illumination ». En intégrant leur connaissance de tous les enseignements de Bouddha dans leur pratique du Lamrim, et en intégrant celle-ci dans leur vie de tous jours, les bouddhistes kadampas sont encouragés à utiliser les enseignements de Bouddha en tant que méthodes pratiques pour transformer leurs activités quotidiennes en la voie de l'illumination, par l'amélioration de leur amour, de leur compassion et de leur sagesse.
Plus tard, Tsongkhapa et ses disciples ont fait connaître la tradition kadampa dans l'ensemble du Tibet. Ils étaient appelés les « nouveaux kadampas ». La Nouvelle Tradition Kadampa (NKT) est une association de plus de 1 100 centres et annexes bouddhistes qui trouvent leur inspiration et leur méthode en prenant pour exemple les anciens maîtres bouddhistes kadampas et leurs enseignements, tels qu'ils sont présentés à notre monde moderne par Vénérable Guéshé Kelsang Gyatso.

## Histoire de la Nouvelle Tradition Kadampa
En 1976, Tridjang Dordjétchang invita Guéshé Kelsang à venir d'Inde pour enseigner au Centre de Méditation Kadampa Mandjoushri (alors Institut Mandjoushri) en Angleterre. Guéshé Kelsang enseigna le Programme Général au CMK Mandjoushri de 1976 à 1987.
En 1987, Guéshé Kelsang entama une retraite de 3 ans à Tharpaland à Dumfries, en Écosse. Pendant sa retraite, Guéshé Kelsang écrivit cinq livres et établit les fondations de la NTK.
Après avoir terminé sa retraite au printemps 1991, Guéshé Kelsang annonça la création de la Nouvelle Tradition Kadampa, un événement qui fut célébré dans le magazine NTK Full Moon comme étant « un développement formidable dans l'histoire du bouddhadharma. » En 1992, la NTK fut légalement incorporée sous le régime de la loi anglaise, ce qui constitua la fondation officielle de la NTK.
Avec la fondation de la Nouvelle Tradition Kadampa, Guéshé Kelsang Gyatso établit une tradition religieuse indépendante ayant pour principal but de « suivre les enseignements et l'exemple de Djé Tsongkhapa ». Les nombreux centres qui suivaient la direction spirituelle de Guéshé Kelsang furent rassemblés sous les auspices communs de la NTK et de leur guide spirituel, et devinrent distincts des autres traditions et sans affiliation politique, y compris avec le gouvernement tibétain en exil.

## Enseignements, programmes spirituels, enseignants et jours d'observance religieuse

### Enseignements
La Nouvelle Tradition Kadampa s'est développée exclusivement sur la base des enseignements et des livres publiés par Guéshé Kelsang, qui suivent une sélection d'enseignements guélougs provenant de différents textes bouddhistes mahayanas et vajrayanas. La pratique principale de la NTK est le Lamrim (les étapes de la voie de l'illumination), le Lodjong (l'entraînement de l'esprit), et le Mahamoudra Vajrayana (les pratiques du tantra du yoga suprême).
Guéshé Kelsang considère tous ses livres comme « provenant de Djé Tsongkhapa, lui-même étant comme un magnétophone dans lequel le bouddha de la sagesse, le protecteur du dharma Dordjé Shougdèn, a placé la cassette des enseignements de Djé Tsongkhapa ». Et dans la préface de l'un de ses livres, Guéshé Kelsang affirme : « J'ai reçu ces enseignements de mon guide spirituel, Tridjang Dordjétchang, qui était une émanation d'Atisha ; ainsi les explications données dans ce livre, La Voie Joyeuse, viennent en fait de lui et non de moi. »
Cozort confirme la vue de la NTK selon laquelle les livres de Guéshé Kelsang « sont des commentaires d'œuvres guélougs, particulièrement celles de son fondateur Tsongkhapa. »
Au sujet des livres de Guéshé Kelsang, la NTK dit ceci : « Cette série remarquable de livres est la présentation la plus complète et la mieux formulée de la voie bouddhiste de l’illumination disponible en langue occidentale. 
Initialement écrits en anglais, ils sont actuellement traduits dans de nombreuses autres langues. »

### Programmes spirituels
Trois programmes d'études forment le cœur de la NTK. Donnant une vue générale de l'objectif de ces programmes, la NTK dit ceci : « Guéshé Kelsang Gyatso a créé trois programmes spirituels spéciaux pour une étude et une pratique systématiques du bouddhisme kadampa qui conviennent particulièrement au monde moderne . » Les disciples de la NTK croient qu'ils maintiennent une « lignée pure », dans son intégralité.
Décrivant l'introduction de ces programmes en 1990, Guéshé Kelsang disait:
« À présent, nous avons dans nos centres un 'programme fondamental' et un 'programme de formation des enseignants'. Ce n'est pas une nouvelle tradition. Dans le passé, il y a eu d'autres programmes spécialement créés pour les étudiants du dharma selon leurs circonstances particulières. Tous ces programmes incluaient l'étude d'un certain nombre de textes, la mémorisation du contenu, le passage d'examens, et l'attribution d'un diplôme ou d'un certificat. Par exemple, les anciens guéshés kadampas avaient un programme dans lequel ils étudiaient six textes. Plus tard, Djé Tsongkhapa a introduit un programme basé sur dix textes, et plus tard encore, les monastères tibétains tels que Gandèn, Séra et Drépoung ont introduit un programme basé sur cinq textes. J'ai étudié ce programme au monastère de Séra. »
Les trois programmes spirituels sont :
1. Le Programme Général, qui dispense une introduction aux idées bouddhistes de base et à la méditation.
2. Le Programme Fondamental, qui inclut l'étude de six commentaires écrits par Guéshé Kelsang sur les textes classiques suivants :
  - La Voie Joyeuse - basés sur les enseignements d'Atisha sur le Lamrim ou les étapes de la voie de l'illumination
  - La Compassion universelle - un commentaire de L’Entraînement de l'esprit en sept points du Bodhisattava Tchékhawa
  - Huit étapes vers le bonheur - un commentaire des Huit versets de l'entraînement de l'esprit du Bodhisattva Langri Tangpa
  - Le Cœur de la sagesse - un commentaire du Soutra du Cœur
  - Trésor de contemplation - un commentaire du Guide du mode de vie d'un bodhisattva de Shantidéva
  - Comprendre l'esprit - un commentaire et une explication détaillée de l'esprit basés sur les œuvres des érudits bouddhistes Dharmakīrti et Dignāga.
3. Le Programme de Formation des Enseignants visent les personnes qui souhaitent s'entraîner à devenir des enseignants du dharma NTK. Tous les enseignants résidents des centres NTK suivent ce programme d'étude et de pratique. Le programme implique l'étude de 14 textes de Guéshé Kelsang, incluant tous ceux du Programme Fondamental, et les 8 autres listés ci-dessous. Ce programme inclut également des engagements concernant le mode de vie, basé sur les 5 vœux laïques de la pratimoksha, et l'achèvement de retraites de méditation spécifiques.
  - Le Vœu du Bodhisattva – un commentaire de la discipline morale mahayana et de la pratique des six perfections.
  - Océan de Nectar - un commentaire du Guide du chemin du milieu de Candrakîrti
  - Claire lumière de félicité - un commentaire des méditations du Tantra Yoga Suprême.
  - Grand Trésor de Mérite - un commentaire de la poudja L'Offrande au guide spirituel (Lama Tcheupa en tibétain) du premier Pantchèn Lama
  - Le Mahamoudra du tantra - méditation sur la nature de l'esprit selon le tantra
  - Le Guide du Pays des Dakinis - un commentaire de la pratique du Tantra du Yoga Suprême de Vajrayogini
  - Les Terres et les voies tantriques - une explication de la pratique des classes inférieures et supérieures de tantra
  - L'Essence du Vajrayana - Un commentaire de la pratique du Tantra du Yoga Suprême de Hérouka

En 1990, Guéshé Kelsang a dit :
« Ces programmes…sont de véritables joyaux qui exaucent les souhaits pour les pratiquants du dharma. En y participant, nous pouvons améliorer notre sagesse et notre expérience, et utiliser le dharma pour résoudre nos problèmes quotidiens. Nous pouvons devenir notre propre protecteur en nous protégeant nous-mêmes du danger et de la souffrance, et notre propre docteur en guérissant notre douleur mentale avec le médicament du dharma. Nous deviendrons capables de montrer un bon exemple aux autres et de les aider en donnant des enseignements et des conseils. Finalement, nous serons capables de donner de vastes enseignements et de venir en aide aux autres de nombreuses manières, en organisant des programmes spéciaux et ainsi de suite. De cette manière, nous rendrons à la fois notre propre vie et celles des autres êtres humains extrêmement sensées. »
Waterhouse a observé qu'un élément fondamental est « la notion de pureté de la lignée de Guéshé Kelsang et l'importance de maintenir cette pureté dans la pratique ». Dans son livre Comprendre l'esprit, Guéshé Kelsang affirme que « c'est le mélange de différentes traditions religieuses qui cause le sectarisme ». :
« Nous devons faire attention à ne pas nous méprendre sur l’effort de non-satisfaction. La pratique de cet effort ne veut pas dire qu’il faille être insatisfait de notre tradition ou de notre pratique principale et essayer de suivre plusieurs traditions différentes ou de mélanger plusieurs pratiques différentes. Chaque enseignant et chaque tradition a une approche légèrement différente et emploie des méthodes différentes. Les pratiques enseignées par un enseignant différeront de celles enseignées par un autre, et si nous essayons de les combiner, nous deviendrons confus, nous aurons des doutes et n’aurons plus de direction. Si nous essayons de créer une synthèse de différentes traditions, nous détruirons le pouvoir propre de chacune d’entre elles et ne garderons qu’un méli-mélo de notre cru qui sera une source de confusion et de doutes. Après avoir choisi notre tradition et nos pratiques quotidiennes, il faut nous en remettre à elles en un seul point sans laisser naître en nous l’insatisfaction. Tout en chérissant notre propre tradition, nous devons respecter toutes les autres traditions et le droit de chaque individu de suivre la tradition de son choix. Cette approche conduit à l’harmonie et à la tolérance. C’est le fait de mélanger différentes traditions religieuses qui mène au sectarisme. C’est pourquoi il est dit que l’étude de sujets non religieux est un obstacle moins grand à notre progrès spirituel que l’étude de différentes traditions religieuses. »
« Une fois que nous avons décidé quelle tradition et quelles pratiques nous allons suivre, il faut nous y engager de tout notre cœur avec l’esprit joyeux. C’est le pouvoir de la joie. Que nous écoutions les enseignements du dharma, lisions des livres du dharma, récitions des prières, contemplions ou méditions, il faut le faire l’esprit léger et joyeux, comme un enfant qui joue. Si nous prenons plaisir à une pratique, nous allons naturellement la faire avec enthousiasme. »
Les livres et les sadhanas préparés par Guéshé Kelsang, sur lesquels toute pratique NTK est basée, et l'infrastructure de l'organisation NTK elle-même, sont considérés comme ayant placé une frontière autour de la tradition pure de Tsongkhapa, sa survie dépendant entièrement d'une attention assidue quant au maintien de cette frontière.

### Enseignants
Guéshé Kelsang a exposé les qualifications des enseignants NTK en 1990 :
« Le bouddhadharma est bénéfique aux autres seulement s'il y a des enseignants qualifiés. Sans enseignants, les textes du dharma seuls apportent peu de bienfaits. Devenir un enseignant qualifié du dharma requiert une préparation spéciale et de l'entraînement. Il n'est pas facile de devenir un enseignant du dharma parce que des qualités spéciales sont nécessaires : de la sagesse, une vue correcte, la foi, de la conviction, et une conduite pure pour montrer un bon exemple aux autres. Un enseignant a également besoin d'un réservoir inextinguible de connaissance du dharma et d'expérience à partir de laquelle enseigner, sinon il ou elle s'essoufflera après un ou deux ans. Si un enseignant manque de qualités telles que la sagesse, d'expérience, de foi et de motivation pure, il sera difficile pour les autres de développer la foi en lui ou en ses enseignements, et peu de bienfaits en résulteront. Sans entraînement et préparation adéquats, il y a également le danger que les enseignants mélangent les activités mondaines, samsariques avec leurs activités d'enseignements. Ainsi, nous avons absolument besoin de bien nous entraîner si nous souhaitons être d'une aide authentique pour les autres. »
Selon les recherches de Bluck :
« La plupart des enseignants sont nommés dans les centres par Guéshé Kelsang avant d'avoir terminé le Programme de Formation des Enseignants et continuent d'étudier par correspondance, avec un programme d'étude intensif au centre Manjushri chaque été. Après 4 ans en tant qu'enseignant résident, les personnes ordonnées reçoivent le tire de « Guèn » et les enseignants laïques deviennent « Kadam » (Namgyal, 2004). La plupart des enseignants résidents sont ordonnés, seuls quelques centres ayant un enseignant laïc, bien que les séances dans les annexes locales soient souvent menées par des étudiants laïques. Kay a trouvé qu'il était aussi possibles que des laïcs donnent des enseignements et se voient attribuées des rôles à responsabilité normalement réservé aux personnes ordonnées ; et il voit cela comme une importante adaptation occidentale du bouddhisme guéloug, à nouveau parce que cela inclut des pratiques tantriques que Tsongkhapa avait restreint à ceux qui possédaient « un solide fondement d'études académiques et une discipline monastique de chasteté ».

### Jours d'observance religieuse
Depuis leur fondation, les centres NTK ont suivi un calendrier commun pour les observances religieuses, incluant certains des jours religieux bouddhistes traditionnels  Ceux-ci incluent :
Observances mensuelles
- Jour de Tara (8 chaque mois)
- Jours de tsog (10 et 25 de chaque mois)
- Jour des 8 préceptes mahayanas (15 de chaque mois)
- Jour du protecteur (29 de chaque mois)

Jours particuliers communs aux autres traditions bouddhistes
- Jour de l'illumination de Bouddha (15 avril)
- Jour de la rotation de la roue du dharma (en sanscrit : Dharmachakra) (4 juin, 49 jours après le jour de l'illumination de Bouddha)
- Descente de Bouddha du Pays pur (22 septembre)
- Jour de Djé Tsongkhapa (25 octobre)

Jours particuliers propres à la NTK
- Jour de la NTK (le premier samedi d'avril)
- Journée des temples internationaux (le premier samedi de novembre)

En 2004, les dates de ces observances furent changées aux jours respectifs du calendrier commun.Par exemple, les jours de tsog étaient précédemment désignés comme le 10e et le 25e jours de chaque mois lunaire : « Nous devrions …nous assurer que nous ne manquons pas les offrandes de tsog pendant ces deux jours – dix jours après la nouvelle lune et dix jours après la pleine lune ». Cette phrase a été supprimée de la réédition anglaise de 2005, et ces jours sont célébrés le 10e et le 25e jours de chaque mois.
Le jour de la rotation de la roue du dharma est également le jour de la naissance de Guéshé Kelsang.
Le jour de la NTK commémore la fondation de la NTK-UIBK, alors que la journée des temples internationaux est l'opportunité de faire ressortir l'importance de construire des temples bouddhistes kadampas à travers le monde.

## La lignée des enseignants

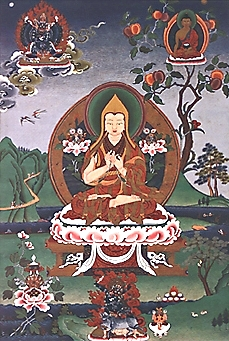
Djé Tsongkhapa (Tsong-kha-pa), fondateur de l'école guéloug

La Nouvelle Tradition Kadampa retrace sa lignée spirituelle à travers ces figures principales :
1. Bouddha Shakyamouni
2. Vajradhara
3. Manjusri
4. Atisha
5. Djé Tsongkhapa
6. Pabongka Rinpoché
7. Kyabje Trijang Dorjechang
8. Guéshé Kelsang Gyatso

## Ordination
La tradition de l'ordination dans la NTK diffère de celle d'autres groupes bouddhistes en ce qu'elle est basée sur les Soutras Mahayana de la Perfection de la Sagesse plutôt que sur les Soutras Hinayanas du Vinaya. Selon Guéshé Kelsang, « les Soutras de la Perfection de la Sagesse sont notre Vinaya et le Lamrim est son commentaire. » Cette tradition est basée sur le conseil donné par Bouddha à son disciple Ananda « que les règles mineures [de la Pratimoksha] pouvaient être retirées, de sorte que le texte demeure léger, utile, et approprié. »
Bouddha établit à la fois les vœux de la pratimoksha laïques et ordonnés, et établit plusieurs niveaux de vœux d'ordination. Selon les écoles hinayanas telles que l'école Vaibhashika, les vœux d'ordonné sont une forme physique subtile alors que selon le Mahayana, ils sont dans la nature d'une détermination, qui fait partie de l'esprit. Traditionnellement, les différents niveaux d'ordination se distinguaient par les vœux spécifiques pris, et par la cérémonie pendant laquelle ils étaient reçus. Dans la NTK, Guéshé Kelsang établit une tradition simplifiée d'ordination avec dix vœux et une seule cérémonie d'ordination s'applique à tous les niveaux de pratiquant ordonné. Lorsqu'une personne se fait ordonner pour la première fois, elle reçoit une ordination Rabjoung (préliminaire) ; lorsque son renoncement s'améliore et s'approfondit, son ordination se transforme en une ordination Guétsoul (sramanera) ; et quand son renoncement devient spontané, son ordination se transforme en une ordination Guélong (bhikkhu).
Les 10 vœux d'ordination en tant que moine ou nonne de la NTK sont : « Tout au long de ma vie … j'abandonnerai l'action de tuer, de voler, l'activité sexuelle, le mensonge et je ne prendrais pas d'intoxicants » et également : « je pratiquerai le contentement, réduirai mes désirs pour les plaisirs de ce monde, j'abandonnerai les activités dénuées de sens, je maintiendrai les engagements du refuge, et je pratiquerai les trois entraînements de la discipline morale pure, de la concentration et de la sagesse. » La personne s'engage également dans une cérémonie du Sojong deux fois par mois pour purifier et restaurer ses vœux. Un moine ou une nonne qui rompt ses vœux d'ordination doit quitter son centre pendant au moins un an. Après cette année, « sous certaines conditions », il peut y retourner mais ne peut enseigner.
Les cinq premiers vœux sont communs à toutes les traditions d'ordination, alors que le second groupe de cinq vœux est un condensé pratique des 253 vœux du Vinaya des moines pleinement ordonnés. Comme Nāgārjuna le dit : « Pratique toujours la discipline morale supérieure, la concentration supérieure, et la sagesse supérieure. Ces trois incluent parfaitement tous les 253 entraînements. » Guéshé Kelsang encourage ses disciples à concentrer leurs efforts sur l'amélioration de leur renoncement et de leur mode de vie ordonné, et précise qu'il n'est pas nécessaire de recevoir Guétsoul ou les vœux de la pleine ordination dans une cérémonie séparée. Il décrit ces vœux comme étant plus simples à intégrer dans la société d'aujourd'hui.
Les personnes ordonnées de la NTK abandonnent les signes physiques d'une personne laïque en rasant leur tête et en portant les robes bordeaux et jaunes de la tradition de Djé Tsongkhapa. Un nouveau nom leur est donné commençant par « Kelsang », puisqu'il est de tradition pour les ordonnées de recevoir une partie du nom de leur maître d'ordination.
Au sein de la communauté NTK, il y a environ 700 moines et nonnes. Les cérémonies d'ordination NTK ont habituellement lieu deux fois par an dans le principal Temple NKT au Centre de Méditation Kadampa Mandjoushri à Ulverston (Angleterre).
Les pratiquants souhaitant l'ordination contactent leur enseignant bouddhiste quand ils se sentent prêts et font la requête d'une permission officielle une fois qu'ils ont le consentement de leur enseignant. Ils peuvent décider de vivre dans un des nombreux centres bouddhistes de la NTK, mais ce n'est pas une obligation. Ils ne sont pas, en général, soutenus financièrement par la NTK. Et, s'ils vivent dans un centre NTK, ils doivent toujours payer un loyer pour leur hébergement, ainsi que leurs repas et les programmes spirituels. Pour financer cela, certains ont un travail à mi-temps ou à temps plein.

## Activités religieuses
Tout au long de l'année et à différents endroits dans le monde, la NTK accueille un certain nombre de festivals religieux. Ceux-ci comprennent des enseignements et des transmissions de pouvoir de Guéshé Kelsang Gyatso et d'enseignants NTK confirmés. Les plus longs sont les Festivals de Printemps et d'Eté au Centre Mandjoushri à Ulverston, en Angleterre.
La NKT-IKBU organise un « Projet International des Temples » dont l’objectif est, d’une façon générale, de présenter ouvertement la foi bouddhiste de la Nouvelle Tradition Kadampa et, en particulier, de montrer l’exemple de la pratique bouddhiste par des activités au service du public. Pour réaliser cet objectif, la NKT~IKBU accorde toujours une grande importance au développement à travers le monde :
des centres bouddhistes kadampas,
des centres de méditation kadampas,
des temples bouddhistes kadampas internationaux,
des centres de retraite internationaux,
des maisons d’édition nationales (Éditions Tharpa),
des World Peace Cafés, 
des hôtels kadampas.

## Croissance et financement
À partir de 2008, la NTK revendique la mise en place d'environ 1100 centres et groupes dans le monde entier. Les centres sont des communautés résidentielles, et les groupes sont des groupes annexes qui se rencontrent de manière hebdomadaire dans des endroits tels que des maisons de quartier et des salles communales.
Dans un article de presse datant de 1996, dont la neutralité est sujette à caution, Madeleine Bunting (une catholique) affirmait :
« La méthode d'expansion consiste à ce que les centres résidentiels soutiennent les centres annexes, qui ne sont souvent rien de plus qu'une rencontre de groupe dans la maison de quelqu'un ; ou alors une salle est louée pour mener les séances NTK. Quand le groupe a atteint une taille suffisante pour donner naissance à un centre, une propriété est achetée. La NTK maintient que chaque centre est entièrement autonome et est uniquement « uni spirituellement » à la NTK, bien qu'elle admette que les deux principaux bénévoles de chaque centre sont des membres de la NTK. L'objectif est d'établir un centre dans chaque ville britannique importante, la NTK étant la plus grosse organisation bouddhiste en Occident. »,
Des World Peace Cafés ont été ouverts dans certains centres résidentiels et en 2005, la NTK a ouvert son premier World Peace Hotel, appelé Hôtel Kadampa, un hôtel non fumeur et où la consommation d'alcool est interdite, en Espagne du Sud. Un deuxième Hôtel Kadampa a ouvert à Montecatini en Toscane, en Italie.
La NTK a acquis en février 2007 le Château de Segrais, aux environs du Mans, afin d'y établir le Centre de Méditation Kadampa France, le centre mère de la NTK en France.

## Origines du nomNouvelle Tradition Kadampa
Selon une brochure NTK, écrite par James Belither alors secrétaire de la NTK :
« Guéshé Kelsang a d'abord introduit le terme « Nouvelle Tradition Kadampa » pour donner aux centres placés sous sa direction spirituelle une identité distincte au sein du monde bouddhiste élargi. Bien que les guélougpas aient parfois été assimilés à des nouveaux kadampas, le nom Nouvelle Tradition Kadampa n'a jamais été utilisé précédemment dans un sens formel. Néanmoins, en utilisant ce terme, Guéshé Kelsang rend clair le fait que les pratiquants de cette tradition suivent principalement les enseignements et l'exemple de   Djé Tsongkhapa. Le mot « nouveau » est employé non pas dans le but d'induire qu'elle est nouvellement créée, mais parce qu'il s'agit d'une présentation rafraîchie des enseignements du bouddhadharma dans une forme et d'une manière qui est appropriée aux besoins et aux conditions du monde moderne. De plus, en utilisant le terme « kadampa », Guéshé Kelsang encourage ses disciples à suivre le parfait exemple de simplicité et de pureté de pratique montré par les  guéshés kadampas. »
En 1998, Guéshé Kelsang affirmait dans une interview :
« Nous sommes de purs guélougpas. Le nom guélougpa a peu d'importance, mais nous croyons que nous suivons la tradition pure de Djé Tsongkhapa. Nous étudions et pratiquons les enseignements de Lama Tsongkhapa et prenons pour exemple ce que les anciens lamas et guéshés kadampas  faisaient. Tous les livres que j'ai écrits sont des commentaires des enseignements de Lama Tsongkhapa. Nous essayons de notre mieux de suivre l'exemple de l'ancienne tradition kadampa et utilisons le nom kadampa pour rappeler aux gens de pratiquer de manière pure. »
De nos jours, la Nouvelle Tradition Kadampa décrit la présentation de Guéshé Kelsang Gyatso du bouddhisme kadampa à l'Occident par l'affirmation suivante :
« Le bouddhisme kadampa est une tradition estimée qui a, pendant des siècles, rendu les enseignements de Bouddha et les pratiques de méditation accessibles aux personnes du monde entier »
« Il s'agit d'une association de centres bouddhistes et de pratiquants qui tirent leur inspiration et leurs instructions de l'exemple des anciens maîtres bouddhistes kadampas et de leurs enseignements tels qu'ils sont présentés par Guéshé Kelsang Gyatso. La Nouvelle Tradition Kadampa (NTK) est une organisation internationale à but non lucratif enregistrée en Angleterre en tant qu'œuvre de bienfaisance…, et qui fut fondée par Guéshé Kelsang pour fournir un véhicule permettant le développement du bouddhisme kadampa à travers le monde. »
Par ailleurs, la NTK se présente comme étant la continuation de l'ancienne tradition kadampa en nommant son école bouddhisme kadampa, et en assimilant ce bouddhisme kadampa à l'école kadampa  d'Atisha :
« Le bouddhisme kadampa est une école bouddhiste mahayana fondée par le grand maître bouddhiste indien Atisha ( 982-1054)… Les grands enseignants kadampas sont célèbres non seulement pour être de grands érudits mais également pour être des pratiquants spirituels d'une immense pureté et sincérité. La lignée de ces enseignements, c'est-à-dire leur transmission orale et ses bénédictions, est alors passée d'enseignant à disciple, se répandant largement en Asie, et maintenant dans de nombreux pays à travers le monde occidental… Le bouddhisme kadampa fut d'abord introduit en Occident en 1977 par le maître bouddhiste renommé, Vénérable Guéshé Kelsang Gyatso. Depuis ce temps, il a travaillé sans relâche pour répandre le bouddhisme kadampa dans le monde en donnant de vastes enseignements, écrivant de profonds textes sur le bouddhisme kadampa, et fondant la Nouvelle Tradition Kadampa- l'Union Internationale du Bouddhisme Kadampa. » 
La NTK revendique plus loin le fait que « le bouddhisme kadampa a d'abord été introduit en Occident en 1977 par le maître bouddhiste renommé, Vénérable Guéshé Kelsang Gyatso. »
Par conséquent, les disciples de la NTK se réfèrent actuellement à eux-mêmes en tant que bouddhistes kadampas, les temples de la Nouvelle Tradition Kadampa sont considérés comme Temples Bouddhistes Kadampas, et plus récemment, les enseignants NTK se sont vu appeler enseignants kadampas. De plus, les centres du dharma de la Nouvelle Tradition Kadampa sont appelés centres bouddhistes kadampas
James Belither, ancien secrétaire de la NTK, décrivait la NTK comme « une  tradition bouddhiste mahayana ayant des connexions historiques avec le Tibet », plutôt que comme une tradition tibétaine, et expliquait que Guéshé Kelsang souhaite que ses disciples « présentent toujours le dharma d'une manière appropriée à leur propre culture et société, sans qu'il soit besoin d'adopter la culture et les coutumes tibétaines ».
En 1998, la NTK est devenue membre du Réseau Britannique des Organisations Bouddhistes  (RBOB). Waterhouse remarque que lorsque la NTK a rejoint le Réseau Britannique des Organisations Bouddhistes, environ trente pour cent des autres groupes bouddhistes se considérant comme appartenant à la tradition bouddhiste tibétaine ont quitté le RBOB.

## Les opinions de Guéshé Kelsang
En 1998, Guéshé Kelsang Gyatso a exprimé ses opinions dans une interview recueillie par Donald Lopez [53] comme suit :
La raison pour laquelle il a fondé la Nouvelle Tradition Kadampa : 
« Je voulais encourager les gens à pratiquer de manière pure. Se contenter d'avoir une grande connaissance du dharma, beaucoup étudier d'une manière intellectuelle mais ne pas pratiquer, est un grave problème. Ce fut mon expérience au Tibet. Le savoir intellectuel à lui seul n'apporte pas la paix. »
Questionné au sujet des quatre écoles du bouddhisme tibétain, Guéshé Kelsang a répondu :
« Nous croyons que tous les Nyingmas et Kagyoupas ont une voie complète. Pas uniquement les Guélougpas. Je crois que les Nyingmapas ont une voie complète. Bien sûr, les Kagyoupas sont très spéciaux. Nous apprécions énormément l'exemple de Marpa et Milarépa [dans la lignée Kagyou]. Milarépa a montré le meilleur exemple de dévotion envers son gourou. Bien sûr, les Kagyoupas, comme les Nyingmapas et les Sakyapa, ont une voie complète vers l'illumination. De nombreux Nyingmapas et Kagyoupas pratiquent très sincèrement et ne sont pas juste en train d'étudier de manière intellectuelle. Je pense que certains pratiquans guélougpas ont besoin de suivre leur exemple pratique. Mais nous n'avons pas besoin de mélanger nos traditions. Chaque tradition a ses propres qualités non communes, et il est important de ne pas perdre celles-ci. Nous devrions nous concentrer sur notre propre tradition et en maintenir les bonnes qualités, mais nous devrions toujours garder de bonnes relations les uns avec les autres, et ne jamais nous disputer ou nous critiquer mutuellement. J'aimerais faire la requête que nous améliorions nos traditions tout en maintenant de bonnes relations les uns avec les autres. »